# Marieke Brugnera
Marieke Brugnera (Ham, 1990) is een Belgisch filosofe en onderzoeksjournaliste. Ze is doctor in de wijsbegeerte en promoveerde in de wijsgerige antropologie aan de KU Leuven. Als journaliste werkt zij voor het tijdschrift Knack.

## Erkenning
In 2019 werd de VTM-documentaire Fraude in de Zorg (Telefacts) die zij samen met haar broer Ruben Brugnera maakte, genomineerd voor de Belfius Persprijs.
In het project Als het goede doel ontspoort werkten Marieke en Ruben Brugnera samen met Emmanuel Morimont (RTBF), David Leloup en Thierry Denoël van weekblad Le Vif. Zij onderzochten daartoe het financiële beheer van Poverello, een van de belangrijkste Vlaamse charitatieve instellingen. Deze daklozenorganisatie kocht veel vastgoed aan, waarna de aangekochte panden vervolgens vaak leeg bleef staan. De rijke organisatie gebruikte haar geld nauwelijks voor de armen en ving hen uiterst sober op. Het lukte het onderzoeksteam om met undercoveronderzoeken, netwerk-, vastgoed- en financiële analyses en archiefwerk de raadsels rond Poverello te achterhalen. De onthullingen bij dit project leverde Marieke en Ruben Brugnera De Loep 2021 op. Ze kreeg deze prijs voor de beste Nederlandse en Vlaamse onderzoeksjournalistiek in de categorie 'controlerende onderzoeksjournalistiek'. De jury van De Loep noemde hun onderzoeksproject "een onthulling van formaat".
De onderzoekers stuitten bij hun werk op een tweede schandaaldossier Rafaël. Deze idealistische organisatie kreeg in 1997 het Sint-Annahospitaal in Anderlecht toegewezen om de allerarmsten op te vangen. Sindsdien werd van de organisatie Rafaël niets meer gehoord.

## Prijzen
- De Loep 2021

## Publicaties
- De te fabula narratur. A Re-active Interplay with Kierkegaard’s Authorship (forthcoming) (2017)[6]
- Het weerwoord van de enkelinge (incl. het weerwoord aan de lezer) KU Leuven, 253 p. (2016)
- De nomadische enkeling op het immanente plan. Een zoektocht naar Deleuzes en Guattari's 'personnage conceptuel' doorheen een lezing van Kierkegaard, in: Tijdschrift voor filosofie, jaargang 75, p. 667-696 (2013)